# 奈良信用金庫
奈良信用金庫（ならしんようきんこ）は、奈良県大和郡山市に本店を置く信用金庫。
本店所在地である大和郡山市から指定金融機関として指定されている。

## 沿革

### (旧)郡山信用金庫
- 1928年9月 - 産業組合法に基づき、有限責任郡山町信用組合(初代)として設立。
- 1934年3月 - 保証責任郡山町信用組合に改組。
- 1938年8月 - 郡山町信用販売購買利用組合に改称。
- 1944年3月 - 農業団体法により、解散。
- 1944年4月 - 郡山町農業会を設立。
- 1948年8月 - 信用部門を分離し、有限責任郡山町信用組合(2代)を設立。
- 1950年4月 - 中小企業等協同組合法に基づき、郡山町信用組合に改組。
- 1951年10月 - 信用金庫法に基づき、郡山信用金庫となる。

### (旧)奈良市信用金庫
- 1934年6月 - 産業組合法に基づき、有限責任奈良市信用組合として設立。
- 1943年4月 - 市街地信用組合法に基づき、奈良市信用組合に改組。
- 1950年4月 - 中小企業等協同組合法に基づく信用組合に改組。
- 1951年10月 - 信用金庫法に基づき、奈良市信用金庫となる。

### 奈良信用金庫
- 1975年9月 - 郡山・奈良市の2信金が合併し、奈良信用金庫が発足。
- 1980年4月 - 新本店移転開店。
- 1987年4月 - 両替商業務開始。
- 1989年12月 - 総預金1,000億円達成。
- 1999年3月 - 総貸出金1,000億円達成。
- 2001年3月 - 総預金1,500億円達成。
- 2004年2月 - 総預金2,000億円達成。
- 2010年3月 - 総預金2,500億円達成。
- 2014年9月 - 総預金3,000億円達成。
- 2014年12月 - 総貸出金1,500億円達成。
- 2018年3月 - 総貸出金2,000億円達成。
- 2020年10月12日 - この日から奈良県下３信金同時に、磁気の影響を受けにくい新しい通帳（Hi-Co通帳）を取扱開始した(Hi-Co通帳に対応していない信用金庫ATMではHi-Co通帳は使えない。) [3]。

## ならっきー
ならっきーは、奈良信用金庫の鹿をモチーフとしたマスコットキャラクターである。2006年から「柔らかいイメージ」を与えるためとして同金庫の広報誌に登場した。登場後、利用客から可愛いなどといった反響を呼びメディアにも取り上げられた。
2008年12月に愛称を募集、1456通の中から「ならっきー」が選ばれた。キャラクターデザインは奈良信用金庫の従業員が担当している。
2016年、奈良信用金庫は大和郡山市営球場の10年間のネーミングライツを購入、球場の愛称をならっきー球場とした。
2024年、大和郡山市の市役所南側にならっきーと大和郡山市のマスコットキャラクター「きんとっと」のモニュメントを寄贈した。